# Giovanni Battista Venturi
Giovanni Battista Venturi (11. září 1746, Bibbiano – 10. září 1822, Reggio Emilia) byl italský fyzik a vynálezce. Věnoval se zejména optice a hydraulice. V roce 1797 definoval tzv. Venturiho efekt, z něhož vychází vynález Venturiho trubice, tedy přístroje k měření průtočného množství tekutiny v potrubí (jehož vynálezcem byl ovšem až o sto let později Clemens Herschel, přístroj nazval na Venturiho počest jeho jménem). Venturi zjistil, že množství tekutiny v trubici lze měřit podle rozdílu tlaku v místě zúžení trubice a před ním. Byl žákem Lazzaro Spallanzaniho. Stal se profesorem na univerzitách v Modeně (1774) a Pavii. Od roku 1796 působil v Paříži, kde psal francouzsky. Působil rovněž jako diplomat ve službách modenského vévody a v pozdějším věku též Švýcarské konfederace. Věnoval se rovněž dějinám vědy. V práci Essai sur les ouvrages physico-mathématiques de Léonard de Vinci (1797) jako vůbec první ocenil vědecký přínos Leonarda da Vinci, který byl do té doby ceněn hlavně jako umělec.